# Варко Нотар Ерколе (Салерно)
Варко Нотар Ерколе је насеље у Италији у округу Салерно, региону Кампанија.
Према процени из 2011. у насељу је живело 900 становника. Насеље се налази на надморској висини од 459 м.